# Darryl Johansen
Darryl Keith Johansen (* 4. Februar 1959 in Melbourne) ist ein australischer Schachspieler. Seit 1982 ist er Internationaler Meister der FIDE, im Jahr 1995 wurde er Großmeister.

## Leben

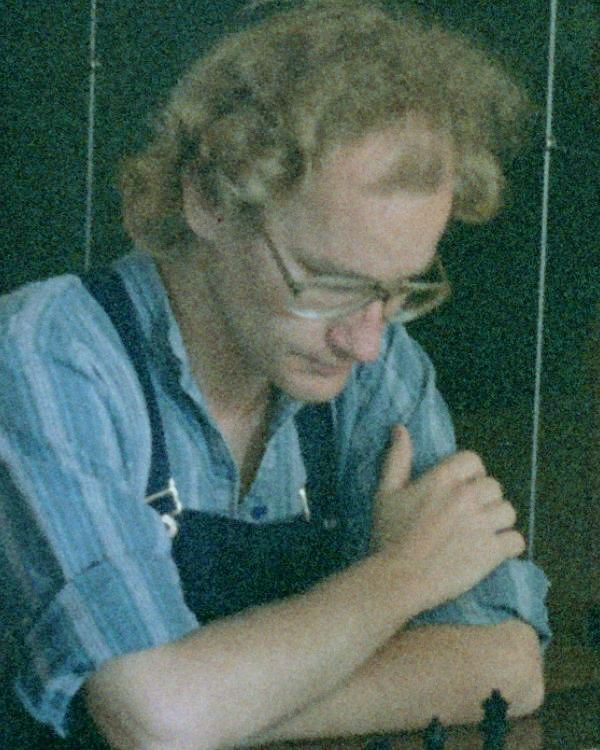
Darryl Johansen in Linz, 1984

1977 wurde er australischer Jugendmeister. Sechs Mal konnte er die Einzelmeisterschaft Australiens gewinnen (1984, 1988, 1990, 2000, 2002 und 2012) und ist damit Rekordhalter. Das Australian Open (das ist die offene australische Meisterschaft) gewann er 1983, 1991 (geteilt mit Lembit Oll, Edvīns Ķeņģis und Tony Miles) und 1997. Sieger des Australian Grand Prix war er 1991, 1992, 1993, 1995 und 1996. Das Victoria Open gewann er 1991, 1995 und 2005. Sieger des in Canberra stattfindenden Doeberl Cups wurde er 1994, 1996, 1999 und 2001. Das ozeanische Zonenturnier konnte er 2002 in Korelevu auf Viti Levu gewinnen sowie 2012 in Queenstown gewinnen. Mit der australischen Nationalmannschaft nahm er an 14 Schacholympiaden teil (1980 bis 1996, 2000 bis 2004 und 2008 bis 2010), wobei er 85½ Punkte aus 149 Partien holte. Außerdem nahm er mit Australien an den asiatischen Mannschaftsmeisterschaft 1979 und 1981 teil.
Johansen wurde mehrfach Meister des Bundesstaates Victoria. Im Februar 2015 liegt er auf dem achten Platz der australischen Elo-Rangliste.
Er war Vizepräsident und Funktionär für Vereinsbeziehungen bei Chess Victoria, dem Schachverband des Bundesstaates Victoria. Die Steiner Medal, eine Auszeichnung für den besten australischen Schachspieler, gewann er 1988, 1990, 1991, 1995, 2000 und 2003.